# Таберлаане
Таберлаане (ест. Taberlaane, виро Tabõrlaanõ) — село в Естонії, входить до складу волості Антсла, повіту Вирумаа.